# 濱崎芳己
濱崎 芳己（はまさき よしみ、1974年5月16日 - ）は、静岡県出身の元サッカー選手、指導者。現役時代のポジションはミッドフィールダー。

## 来歴
松蔭高校を経て、1993年に日本プロサッカーリーグの名古屋グランパスエイトに加入。高校時代に選手としての実績はなく、名古屋へは研修生としての加入だった。名古屋を退団後は中京大学に進学してプレーを続けた
大学卒業後の1998年から指導者となり、中学校、高校のサッカー部で指導した。モノリスFCの代表兼ジュニアユース監督を経て、2007年からは古巣の名古屋に戻り、U-15、U-18など育成年代を指導した。2014年にJFA 公認S級コーチライセンスを取得。2019年からはU-17日本代表などのコーチを務めた。
2021年、水戸ホーリーホックのヘッドコーチに就任することが発表された。
2023年、水戸ホーリーホックの監督に就任することが発表された。2024年5月4日、水戸の監督を解任された。
2024年10月から12月まで、カンボジア代表のヘッドコーチを務め、2025年シーズンより、カマタマーレ讃岐のヘッドコーチに就任。

## 所属クラブ
- 1990年 - 1992年  愛知県立松蔭高等学校
- 1993年  名古屋グランパスエイト
- 1994年 - 1998年  中京大学

## 個人成績
| 国内大会個人成績 | 国内大会個人成績 | 国内大会個人成績 | 国内大会個人成績 | 国内大会個人成績 | 国内大会個人成績 | 国内大会個人成績 | 国内大会個人成績 | 国内大会個人成績 | 国内大会個人成績 | 国内大会個人成績 | 国内大会個人成績 |
| 年度             | クラブ           | 背番号           | リーグ           | リーグ戦         | リーグ戦         | リーグ杯         | リーグ杯         | オープン杯       | オープン杯       | 期間通算         | 期間通算         |
| 年度             | クラブ           | 背番号           | リーグ           | 出場             | 得点             | 出場             | 得点             | 出場             | 得点             | 出場             | 得点             |
| 日本             | 日本             | 日本             | 日本             | リーグ戦         | リーグ戦         | リーグ杯         | リーグ杯         | 天皇杯           | 天皇杯           | 期間通算         | 期間通算         |
| ---------------- | ---------------- | ---------------- | ---------------- | ---------------- | ---------------- | ---------------- | ---------------- | ---------------- | ---------------- | ---------------- | ---------------- |
| 1993             | 名古屋           | -                | J                | 0                | 0                | 0                | 0                |                  |                  |                  |                  |
| 通算             | 日本             | 日本             | J                | 0                | 0                | 0                | 0                |                  |                  |                  |                  |
| 総通算           | 総通算           | 総通算           | 総通算           | 0                | 0                | 0                | 0                |                  |                  |                  |                  |

## 指導歴
- 1998年 - 2002年  春日井市立藤山台中学校 監督[2]
- 2002年 - 2003年  中部大学春日丘高等学校 コーチ[2]
- 2003年 - 2007年  モノリスFC
  - 2003年 - 2004年 ジュニアユース コーチ[2]
  - 2004年 - 2007年 ジュニアユース 監督[2]
- 2007年 - 2012年  名古屋グランパスエイト
  - 2007年 - 2008年 U-15 監督[2]
  - 2008年 - 2010年 U-15 コーチ[2]
  - 2010年 - 2012年 U-18 コーチ[2]
- 2009年 - 2011年  ナショナルトレセン コーチ 東海地区担当[2][3]
- 2013年 - 2014年  Gloubs サッカースクール[3]
- 2013年 - 2020年  ナショナルトレセンコーチ東海地区担当[3] / 東海チーフ[6]
- 2019年 - 2020年  U-15/U-17日本代表 コーチ[3][6]
- 2021年 - 2024年  水戸ホーリーホック
  - 2021年 - 2022年 トップチーム ヘッドコーチ[6]
  - 2023年 - 2024年5月 トップチーム 監督
- 2024年10月 - 同年12月  カンボジア代表 ヘッドコーチ
- 2025年 -  カマタマーレ讃岐 ヘッドコーチ

## 監督成績
| 年度 | 所属 | クラブ | リーグ戦 | リーグ戦 | リーグ戦 | リーグ戦 | リーグ戦 | リーグ戦 | カップ戦       | カップ戦  |
| 年度 | 所属 | クラブ | 順位     | 勝点     | 試合     | 勝       | 分       | 敗       | ルヴァンカップ | 天皇杯    |
| ---- | ---- | ------ | -------- | -------- | -------- | -------- | -------- | -------- | -------------- | --------- |
| 2023 | J2   | 水戸   | 17位     | 47       | 42       | 11       | 14       | 17       | -              | 3回戦敗退 |
| 2024 | J2   | 水戸   | 19位     | 11       | 13       | 2        | 5        | 6        | 1回戦敗退      | -         |